# Veymerange
Veymerange (lothringisch: Wëmrénge/Weimeréngen, deutsch Weimeringen) ist ein Ortsteil von Thionville im Département Moselle in der Region Grand Est (bis 2015 Lothringen).

## Geschichte
Weitere Schreibweisen lauteten: Wemeringas (926), Wimeringas (977), Wimeringes und Wuimeringes (993), Weimering (1544), Weimrange und Weimerangen (1697), Veymerange (1793), Weymerange (19. Jh.), Weimeringen (1871–1918).

1966 wurde der Ort nach Thionville eingemeindet.

### Bevölkerungsentwicklung
| Jahr      | 1866 | 1926 | 1936 | 1946 | 1954 | 1962 |
| Einwohner | 701  | 348  | 352  | 331  | 531  | 754  |

## Sehenswürdigkeiten
- St-Pierre, gotische Pfarrkirche aus dem 15. Jahrhundert